# Masło

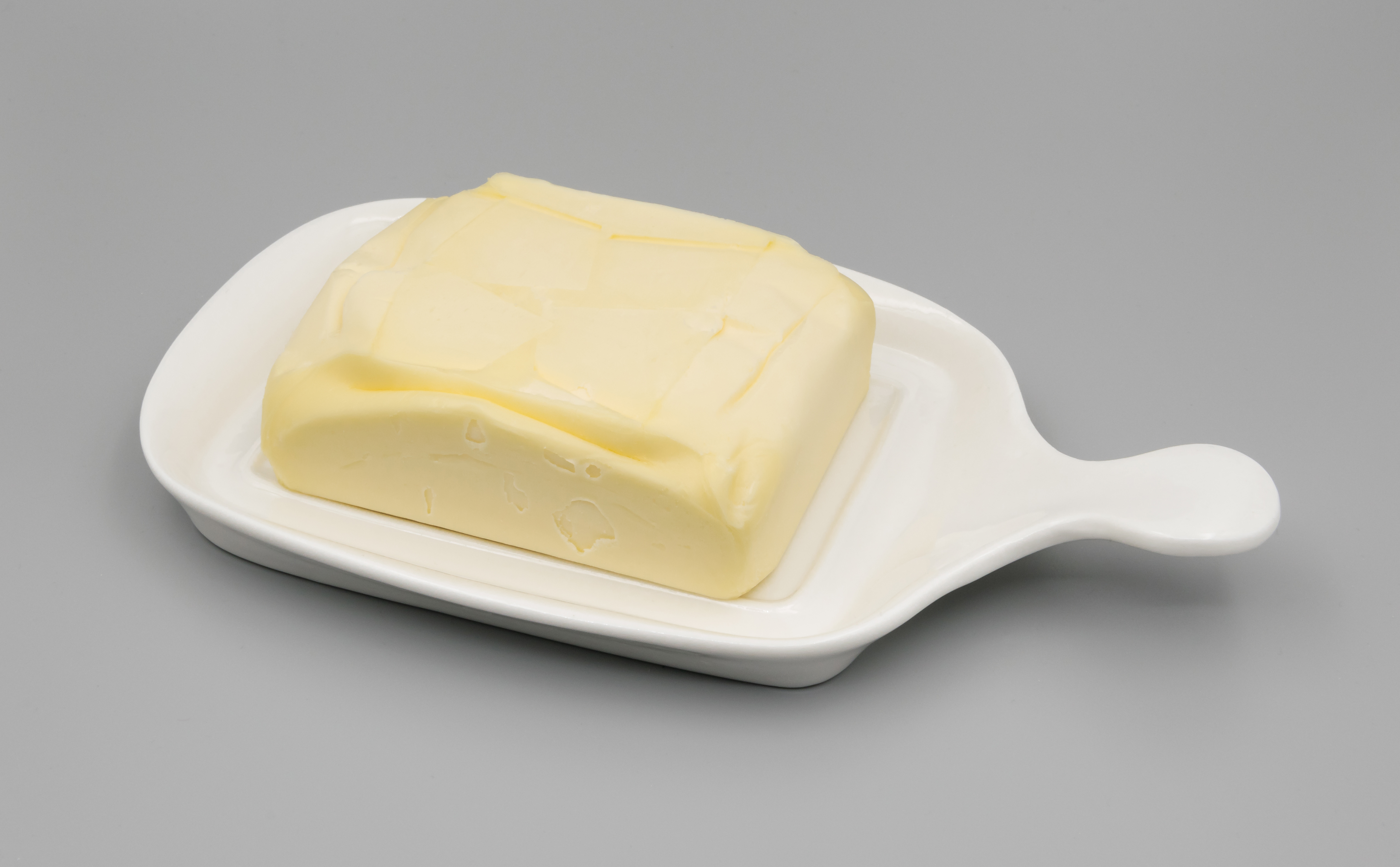
Kostka masła

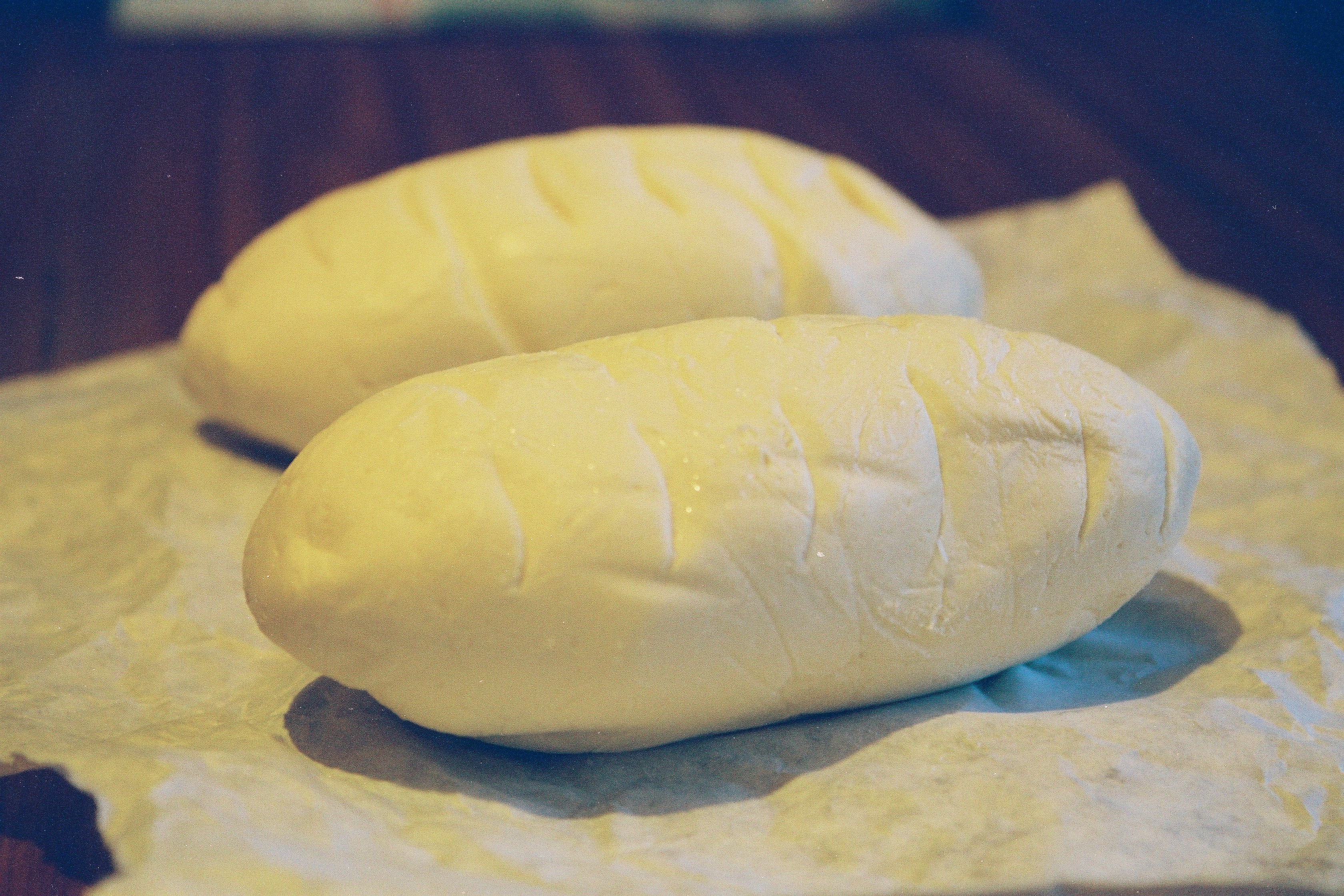
Tradycyjnie wytworzone masło (osełka)

Masło – tłuszcz jadalny w postaci zestalonej, otrzymywany ze śmietany z mleka krowiego (także koziego i owczego).
Masło tradycyjnie wyrabia się w urządzeniach zwanych maselnicami.

## Skład masła
W przypadku masła chłodniczego i extra około 82% masła to tłuszcze zarówno nasycone (54%), jednonienasycone (20%), wielonienasycone (3%) oraz do 3% tłuszczów trans (występujących naturalnie w mleku). Masło śmietankowe zawiera 72–73% tłuszczu, obecne są w nim także składniki białkowe z mleka. Na niemal całą pozostałą masę masła składa się woda (19%). W maśle obecne są duże ilości witaminy A, 0,751 mg retinolu i 0,380 mg β-Karotenu oraz witaminy D i E ok. 2,3 mg. Masło dostarcza dużych ilości cholesterolu od 220 do 250 mg/100 g produktu. Masło śmietankowe zawierające 73,5% tłuszczu zawiera 659 kcal/100 g, a masło ekstra (82,5% tłuszczu) 735 kcal/100 g.

### Nazewnictwo w Unii Europejskiej
W zależności od zawartości tłuszczu, w Unii Europejskiej obowiązuje następujące nazewnictwo tłuszczów otrzymywanych z mleka:
- „masło”: 80–90% tłuszczu; nie więcej niż 16% wody i nie więcej 2% suchej beztłuszczowej masy mleka,
- „masło o zawartości trzech czwartych tłuszczu”: 60–62% tłuszczu,
- „masło półtłuste”: 39–41% tłuszczu,
- „tłuszcz mleczny do smarowania X%”,
  - 62–80% tłuszczu,
  - 41–60% tłuszczu,
  - poniżej 39% tłuszczu.

Wymaga się przy tym, aby były to produkty pozyskiwane wyłącznie z mleka lub produktów mlecznych, a zasadniczym elementem ich wartości powinien być tłuszcz. Dodawane mogą być jednak także inne substancje niezbędne do ich produkcji, pod warunkiem że nie są one używane w celu zastąpienia – w całości ani w części – jakichkolwiek składników mleka.

## Rodzaje masła
Najbardziej popularne gatunki to masło ekstra i śmietankowe. Pierwsze powstaje ze śmietany pasteryzowanej i ukwaszonej, natomiast drugie z nieukwaszonej śmietanki. Odmienne technologie produkcji powodują mniejsze lub większe zróżnicowanie smaku. Z powodu naturalnego ukwaszenia śmietany masło ekstra zawiera maksymalnie 0,6% laktozy, zaś masło śmietankowe około 2–3%. Z tego powodu masło ekstra jest znacznie zdrowsze nie tylko dla osób z nietolerancją laktozy, ale także dla osób starszych i chorych. Masło śmietankowe jest natomiast bardziej cenione z uwagi na walory smakowe.
Inne rodzaje masła:
- masło serwatkowe – surowcem jest serwatka zamiast pełnego mleka[9],
- masło topione – powstałe przez wytapianie tłuszczu, gotowe powinno zawierać co najmniej 99% tłuszczów i najwyżej 1% wody[9],
- masło bezwodne – dodatkowo odwirowywane i suszone próżniowo,
- masło dietetyczne – w porównaniu do zwykłego masła zawiera więcej wody i dodatki olejów jadalnych,
- masło doprawiane – na przykład czosnkowe, ziołowe czy miodowe,
- masło klarowane i jego odmiana ghi – mają odmienne właściwości.

W zależności od wymagań jakościowych wyróżnia się 5 rodzajów masła:
- masło ekstra,
- masło delikatesowe,
- masło wyborowe,
- masło stołowe,
- masło śmietankowe.

Dwa z nich, mianowicie ekstra i wyborowe, mogą być produkowane jako solone. Masła solone zawierają 0,3–2% soli.

## Przechowywanie masła
Podobnie jak niektóre inne tłuszcze, masło niewłaściwie lub zbyt długo przechowywane jełczeje. Zjełczałe masło nie powinno być używane. W celu wydłużenia czasu przechowywania mrozi się je, przechowuje w lodówce lub – obecnie coraz rzadziej – konserwuje solą kuchenną. Innym sposobem przedłużenia trwałości jest przechowywanie bez dostępu powietrza – zanurzone w wodzie.
Niepożądaną właściwością masła jest stosunkowo duża twardość w niskich temperaturach, wynikająca z temperatury mięknienia tłuszczów nasyconych, które stanowią główny składnik masła. Twardnienie masła utrudnia rozsmarowywanie na pieczywie.

## Regulacje
Decyzją Trybunału Sprawiedliwości Unii Europejskiej z 2017 roku termin „masło” co do zasady zarezerwowany jest wyłącznie dla przetworów mleka zwierzęcego, podobnie jest w wypadku pojęć: ser, śmietana, śmietanka, chantilly i jogurt.